# Raphael David Levine

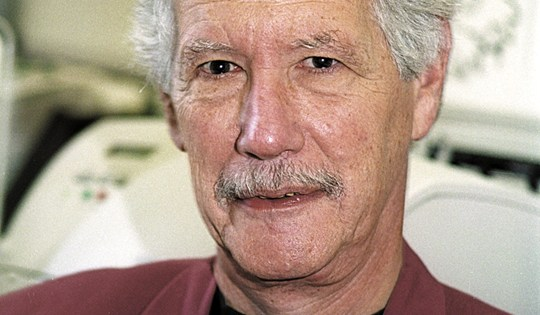
Raphael David Levine 2002

Raphael David Levine (* 29. März 1938 in Alexandria, Königreich Ägypten) ist ein israelischer Chemiker.

## Leben
Levine machte 1959 seinen Master-Abschluss an der Hebrew University, war zwei Jahre in der israelischen Armee und wurde 1964 an der University of Nottingham (Ph. D.) und 1966 bei Charles Coulson an der Universität Oxford  (D. Phil.) promoviert. 1966 wurde er Assistant Professor an der University of Wisconsin. 1968 wechselte er zur Ohio State University, wo er 1970 Batelle Professor für Chemie wurde. Ab 1989 war er Professor an der University of California, Los Angeles, ab 1990 als Distinguished Professor für Chemie. Daneben war er Gastprofessor an der University of California, Berkeley (Miller Research Professor), an Cornell University (A. D. While Professor at Large) und er war Max Born Professor of Natural Philosophy an der Hebrew University in Jerusalem.
Er befasste sich mit Chemie unter extremen Bedingungen, molekularer Elektronik, Reaktionsmechanismen von Clustern, Dynamik im Phasenraum, Anwendungen Informationstheorie in der Chemie und Biochemie, algebraische Techniken für die Untersuchung der Struktur und Dynamik anharmonischer Systeme.
1983 wurde er Fellow der American Physical Society. Er ist Mitglied der israelischen und Dänischen Akademie der Wissenschaften, der National Academy of Sciences, der Max-Planck-Gesellschaft, der American Academy of Arts and Sciences, der American Philosophical Society, der International Academy of Quantum Molecular Science und der Academia Europaea (1994).
2008 erhielt er den Wolf-Preis in Chemie, 1974 den Israel-Preis und 1992 den Rothschild-Preis. 1996 erhielt er den Max-Planck-Forschungspreis und 2001 den EMET-Preis. Er ist Ehrendoktor der Universität Lüttich und der TU München (1996). 1970 wurde er Sloan Research Fellow.

## Schriften (Auswahl)
- Raphael D. Levine: Molecular reaction dynamics. Cambridge University Press, Cambridge 2005, ISBN 0-521-84276-X.